# جمشید فریدون‌فر
جمشید فریدون‌فر سیاست‌مدار ایرانی بود، که در  دوره بیست و سوم  به‌عنوان نماینده خلخال در مجلس شورای ملی حضور داشت.